# Пјетре (Салерно)
Пјетре (итал. Pietre) је насеље у Италији у округу Салерно, региону Кампанија.
Према процени из 2011. у насељу је живело 1237 становника. Насеље се налази на надморској висини од 399 м.